# عبد الله معيوف
عبد الله المعيوف ، من مواليد 3 ديسمبر 1952، نائب سابق في مجلس الأمة الكويتي ولاعب كرة قدم كويتي سابق.

## نبذة
حاصل على ماجستير في العلوم العسكرية، نائب سابق في مجلس الأمة الكويتي ولاعب كرة قدم كويتي سابق في مركز قلب الدفاع. لعب في نادي كاظمة في الفترة ما بين 1969 و1986.
شارك مع منتخب الكويت لكرة القدم في بطولة كأس العالم لكرة القدم 1982 وحصل معهم على كأس آسيا 1980.

## المناصب الرسمية الذي كان يشغلها
- عضو في لجنة حقوق الإنسان التي شكلت في الطائف أثناء الاحتلال العراقي للكويت ممثلا عن وزارة الدفاع.
- مدير إدارة المعلومات في لجنة الأسرى والمفقودين الكويتيين من 1991 حتى 1995.
- عضو في جمعية الهلال الاحمر الكويتي.
- كابتن الفريق الوطني الكويتي لكرة القدم من عام 1982 إلى 1985.
- شارك في نهاية كأس العالم 1982 في أسبانيا.
- عضو لجنة التدريب والمنتخبات الوطنية 2005.
- عضو في جمعية الصحفيين الكويتية.
- كاتب صحفي سابق في جريدة الأنباء الكويتية.
- كاتب صحفي في جريدة عالم اليوم الكويتي.

## روابط خارجية
- عبد الله معيوف على موقع الاتحاد الدولي (مؤرشف)  (الإنجليزية)
- عبد الله معيوف على موقع قاعدة بيانات كرة القدم.إي يو (الإنجليزية)
- عبد الله معيوف على موقع ناشيونال فوتبول تيمز (الإنجليزية)
- عبد الله معيوف على موقع عالم كرة القدم.نت (الإنجليزية)